# Vingpassionsblomma
Vingpassionsblomma (Passiflora × belottii) är en hybrid i familjen passionsblommeväxtermellan arterna blå passionsblomma (P. caerulea) och doftpassionsblomma (P. alata). Den odlas ibland som krukväxt i Sverige.

## Odling
Lättodlad krukväxt men blir också mycket vacker i ett uterum eller som utplanteringsväxt i skyddade, varma lägen. Kräver en solig placering och med bra ljus kan den blomma från april till sena hösten. Föredrar en väldränerad och näringsrik jord. Övervintras vid ca 15°C, men klarar tillfälligt lägre. Kräver god tillgång till näring och bör hållas jämnt fuktig året om. Förökas med frön eller sticklingar.

## Synonymer
- Passiflora alato-caerulea Lindl.
- Passiflora munroi Nicholson
- Passiflora pfortii Watson,